# コクシェタウ空港
コクシェタウ空港（コクシェタウくうこう、カザフ語: Халықаралық Көкшетау Әуежайы、ロシア語: Междунаро́дный аэропо́рт Кокшета́у、英語: Kokshetau International Airport）(IATA: KOV, ICAO: UACK) はカザフスタン北部アクモラ州の州都コクシェタウから12.5 km (7.8 mi)北東にある空港である。

## 施設
標高は270 m (886 ft)であり、アスファルト/コンクリート舗装の滑走路が1本ある（02/20, 2850m×45m）。

## 就航路線
| 航空会社           | 就航地                           |
| ------------------ | -------------------------------- |
| SCAT航空           | アルマトイ、アクタウ、アティラウ |
| トランスアエロ航空 | モスクワ＝ヴヌーコヴォ           |